# U Rozcestí
Der U Rozcestí (deutsch: Zwiesel) ist eine bewaldete Anhöhe westlich von Svatý Kříž (deutsch: Heiligenkreuz) in Nordböhmen. Der Gipfel liegt auf 541 m n.m. inmitten des Svatokřížský les (deutsch: Heiligenkreuzwald) im tschechischen Teil des Kohlwalds im Fichtelgebirge.

## Geographie
Südlich des Gipfels verläuft die II. Klasse-Straße 214 von Cheb (deutsch: Eger) nach Waldsassen.
In der geomorphologischen Gliederung des Nachbarlandes Tschechien wird auch das Chebská pahorkatina (deutsch: Egerer Hügelland) dem (Hohen) Fichtelgebirge als Haupteinheit Smrčiny (I3A-1) zugeordnet.

## Geschichte
An der Südseite verlief in früheren Jahren eine wichtige Straße nach Eger.

## Bauwerke
An der Straße nach Waldsassen steht das Památník obětem železné opony (deutsch: Denkmal für die Opfer des Eisernen Vorhangs).

## Karten
- Fritsch Wanderkarte 1:50.000, Blatt 52, Naturpark Fichtelgebirge – Steinwald